# Henry Onwuzuruike
Henry Onwuzuruike (* 26. Dezember 1979 in Enugu) ist ein nigerianischer ehemaliger Fußballspieler. Der Mittelfeldspieler bestritt seine Karriere hauptsächlich in Deutschland.

## Karriere

### Im Verein
Onwuzuruike spielte in seiner Jugend bei Jasper United und NEPA Lagos in seinem Heimatland. Über die Jugendabteilung des niederländischen Klubs SC Heerenveen kam er 1999 zur SpVgg Greuther Fürth.
Beim fränkischen Verein kam Onwuzuruike am 20. November 1999 bei der 0:1-Auswärtsniederlage beim 1. FSV Mainz 05 zu seinem Profidebüt in der 2. Bundesliga. In der Folge kam er unregelmäßig zum Einsatz und pendelte zwischen Startelf und Ersatzbank. Nachdem er sich nicht endgültig durchsetzen konnte, wechselte er zum Bayernligisten 1. SC Feucht. Mit seinem neuen Verein gelang ihm 2003 der Aufstieg in die Regionalliga Süd. Dort gehörte er zu den Leistungsträgern und zählte mit sieben Toren hinter Roberto Hilbert und Stefan Hampl zu den drei besten Torschützen des Vereins.
Der Zweitligaaufsteiger FC Rot-Weiß Erfurt verpflichtete daraufhin Onwuzuruike. Auch bei seiner zweiten Profistation wankte er zwischen Startelf und Ersatzbank, erst unter Trainer Ján Kocian konnte er sich gegen Saisonende in der Stammformation festsetzen. Auch nach dem Abstieg blieb er dem Klub zunächst ein Jahr treu und half der Mannschaft beim Klassenerhalt in der Regionalliga Nord. Nach Saisonende wechselte er in die Oberliga Baden-Württemberg zum TSV Crailsheim, der Aufstiegsambitionen hegte. Nachdem der Aufstieg 2007 nicht geschafft wurde und man in der folgenden Spielzeit die Qualifikation zur neuen, viertklassigen Regionalliga verpasste, verließ er den Klub und wechselte innerhalb Württembergs zum SSV Ulm 1846. Nach einem Jahr an der Donau entschied der neue Trainer Manfred Paula, nicht mit ihm zu planen. Nachdem Ralf Becker im Oktober 2009 das Training übernommen hatte, kehrte er jedoch in die Mannschaft zurück.
In der Winterpause der Saison 2010/11 wechselte Onwuzuruike zum Regionalligisten SV Darmstadt 98 und hatte Anteil zum Aufstieg der Lilien in die 3. Liga. Nach 15 Einsätzen in der Drittliga-Runde 2011/12 verließ er den SV98 zum Ende der Saison. Im Januar 2013 schloss er sich dem württembergischen Landesligisten SV Ebersbach an.

### In der Nationalmannschaft
Onwuzuruike vertrat Nigeria bei der U-17-Fußball-Weltmeisterschaft 1995. Er kam in zwei Gruppenspielen und bei der Niederlage im Viertelfinale gegen die Auswahl des Oman zum Einsatz. Fünf Jahre später gehörte er zum Kader bei den Olympischen Spielen 2000 und stand bei der 1:4-Niederlage gegen Chile auf dem Feld. Zudem bestritt er einige A-Länderspiele für Nigeria; so lief er 2002 in einigen Weltmeisterschafts-Qualifikationsspielen auf.